# Mabea tenorioi
Mabea tenorioi là một loài thực vật có hoa trong họ Đại kích. Loài này được Mart.Gord., J.Jiménez Ram. & Cruz Durán mô tả khoa học đầu tiên năm 2000.